# The Adventures of Greyfriars Bobby
The Adventures of Greyfriars Bobby è un film britannico del 2005 diretto da John Henderson sulla storia del cane Greyfriars Bobby; è uscito negli Stati Uniti con il titolo Greyfriars Bobby.